# にゃんごすたー
にゃんごすたー（Nyango Star）は、青森県黒石市出身のゆるキャラ、ドラマー。運営会社および所属事務所は音楽制作会社のビーイング。

## 概要
2015年7月8日にYouTubeに「Nyango Star にゃんごすたー」チャンネルを開設。ザ・ベンチャーズ「夜空の星」のドラム演奏を公開した。その後も多くの楽曲演奏を披露。中でも難易度が高いとされる、X JAPANの『紅』のドラミングテクニックが話題となり、実際にYOSHIKIに演奏を披露、全国放送のテレビ出演のオファーが増え知名度があがった。
2017年から県外で活動を本格的に開始するにあたり、2016年12月、音楽事務所「ビーイング」と契約した（同社代表は、青森県黒石市の観光大使・升田敏則）。また、2017年以降はふなっしー率いるキャラクターメタルバンド「CHARAMEL」のドラム担当としても活躍している。
2021年1月22日にUltimate Guitarが発表した「世界で最も過小評価されているドラマーTOP25」にて1位に選ばれた。

## プロフィール
- 名前 - にゃんごすたー（本名：シロ）
- 銘柄 - サンふじ（ネコ時代は白猫）
- 出身地 - 青森県黒石市
- 誕生日 - 2002年2月5日（マキシマム ザ ホルモン『ガチンコ ザ ホルモン #00』より[5]）
- 身体特徴 - 体長：およそ170センチ / 体重：リンゴの入った木箱3つ分。リンゴとネコの特徴を併せ持つ容姿。表皮はリンゴのような赤（ネコ時代は毛並みは白）。左頬に傷跡あり。
- 特技 - ドラム演奏
- 趣味 - 映画鑑賞
- 好きな食べ物 - カニ、エビなど
- 苦手な食べ物 - 紅ショウガ、ガリ、梅干し

### 誕生秘話
- かつては、ドラム演奏をする人間に「シロ」と名付けられて飼い猫として生活をしていた普通のネコであった。
- 7歳の頃、病気を患い、永眠。飼い主は火葬をしてその遺灰を、りんご畑に埋葬した。数年後、1本のリンゴ（ふじ）の老樹に実ったりんごの一つに「シロ」が宿った。その実は地面に落下、表皮に傷が出来たが（現在もその時の傷が左頬に残っている）、依然と成長を続けた。同時にネコだった頃の記憶も徐々に蘇ってきた。
- 元の飼い主のもとへ足を運ぶが、ネコとリンゴが融合された容姿であるため「シロ」と気づいて貰えず「赤い林檎の野獣」とあしらわれる。どうにか元飼い主の家に居候することを認められたが、やはりネコだった頃の姿に戻りたい。なにか良案はないものかと、自分を産み落としたリンゴの老樹に知恵を授かろうと訪ねると「皆を喜ばせて力を蓄え、HOLLYWOODの丘に行け。そうすれば元の姿に戻れるじゃろう」と言う。しかし、一介の「赤い林檎の野獣」には渡米する方法も資金もない。考えあぐねた末に「自分も飼い主のように演奏をしたら多くの人に喜んでもらえるのではないか。ロックスターになれば渡米も出来るのではないか…」と閃いた。
- その努力は間もなく開花し、地元のイベントに参加出来るまでになって評判を呼んだ。共演したバンドや音楽仲間から「ロックスターを目指すなら相応の名前が必要だろう」と、伝説のドラマー・“リンゴ・スター”の名を拝借し、“ネコ×リンゴのドラマー・にゃんごすたー”と呼ばれるようになり、現在に至る。しかしまだネコに戻る気配はない。まだまだ多くの人を喜ばせ続けるために“にゃんごすたー”は今日もドラムを叩くのである。

## 出演

### 楽曲
- 『コレカラ』（Coeur à Coeur） - 『デュエル・マスターズ キングMAX』のエンディング曲。ドラムとして参加[6]。

### イベント
2017年
- 3月10日 - 「ふなっしー春のケツゴボウツアー[7]」Zepp Tokyo公演に参加、ふなっしー(Vo)、アックマ(Gt.)、カパル(Ba)とバンド演奏を披露。
- 6月3日 - 1000人ROCK FES.GUNMA参加[8]。
- 7月28日 - 「ふなっしー絶ブシャー祭り2017[9]」でキャラメタルバンドに参加。
  - 7月28日：Zepp Sapporo、8月2日：Zepp Nagoya、8月11日：Zepp Osaka Bayside、8月16日：Zepp Tokyo[10]
- 11月18日・19日 - ゆるキャラグランプリ2017 in 三重桑名・ナガシマリゾート（グリーティング、表彰式のオープニングアクトで演奏）

2020年
- 3月6日 - 「NYANGO GIG 2020 JAPAN」を企画するが、新型コロナウイルス感染症対策により中止[11]。

2024年
- 1月8日 -「にゃんごすたー新春ドラムステージショー」イオンモール北戸田[12]
- 1月9日 -「にゃんごすたー新春ドラムステージショー」イオンモールむさし村山[13]
- 5月3日（金・祝） - 「にゃんごすたー　ドラムショー」イオンモール三光[14]

### テレビ
- わっち!!（青森テレビ）
- スッキリ!!（2016年12月20日・2017年2月10日、日本テレビ）
- ノンストップ!（2016年12月27日、フジテレビ）

他、多数

### ラジオ
- ROK てるてるソーレ (2023年01月14日、ラジオ沖縄「てるてるソーレ」)

### CM・広告
- ヤマハ音楽振興会「ヤマハ音楽教室ジュニアスクール」（2017年4月3日 - ） - ヤマハ音楽教室ジュニアスクール・ドラム無料体験レッスンのPRビデオに出演[15]
- 江崎グリコ「朝食りんごヨーグルト」（2017年10月10日 - ） - チャラン・ポ・ランタンと共演。商品の公式ソング「りんごはスター 〜すっきり!りんごヨーグルトの唄〜」広告・MVに出演[16]
- サントリー食品インターナショナル「ペプシ Jコーラ」（2018年4月17日 - ） - “怪物舞踏団”の一員として石川さゆり・SUGIZO・KenKen・DJ RENAらと共演[17]

### その他
- wrong city『Dark Is Out』（2017年） - MVに出演[18]
- YouTubeビデオ『Professional Vs Beginner Drummer』 - トゥーセット・ヴァイオリンのビギナーシリーズにゲスト出演

## グッズ
- にゃんごすたー×Hello Kittyコラボグッズ（2017年 - ）